# 熙德

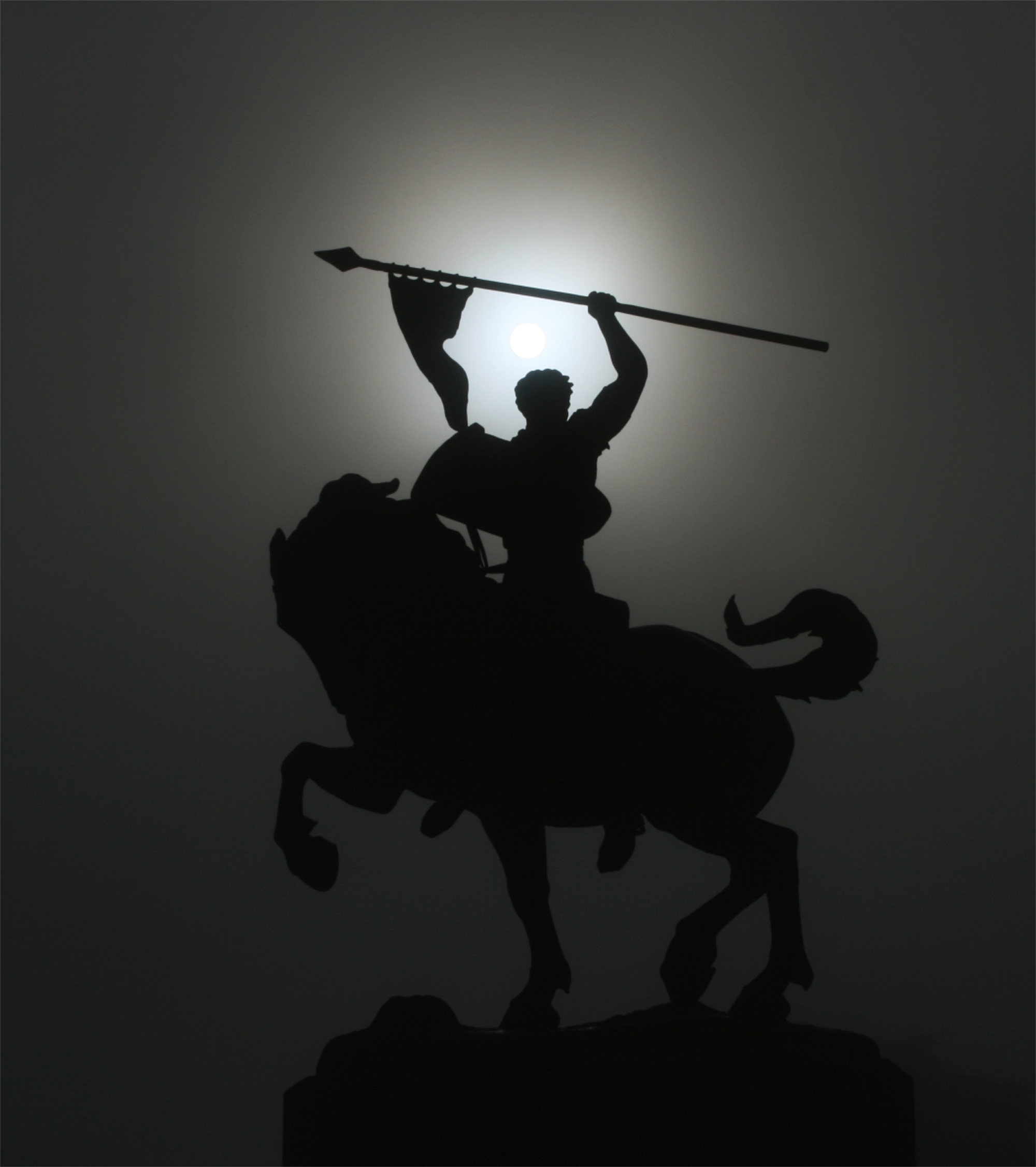
美国圣地亚哥的熙德雕像

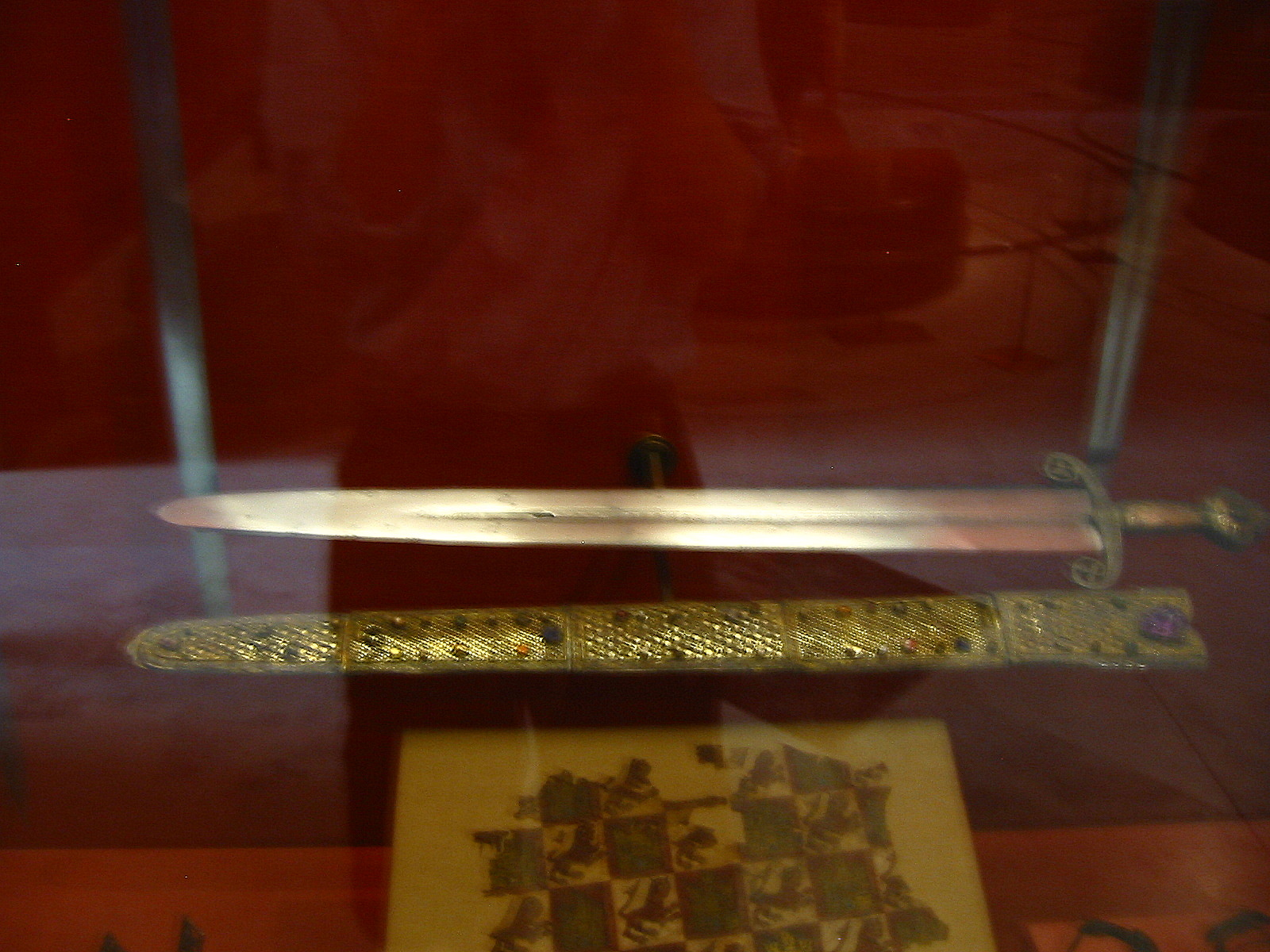
在西班牙马德里王宫的王家武器博物馆展出的熙德的剑

罗德里戈·迪亚斯·德·比瓦尔（Rodrigo Díaz de Vivar；1043年—1099年7月10日），人称熙德（El Cid），卡斯提爾贵族，巴伦西亚的征服者和领主，西班牙民族英雄。

## 生平
罗德里戈·迪亚兹·德·比瓦尔生于比瓦尔地区的贵族家庭。罗德里戈由于英勇善战，赢得摩尔人的尊敬，称他为El Cid（Al-Sayyid，阿拉伯语对男子的尊称），中文翻译为“熙德”。卡斯蒂利亚国王阿方索六世因熙德对摩尔人作战功勋卓著，将自己的堂妹希梅娜许配他为妻。
1080年， 熙德因未经阿方索国王的同意，擅自对摩尔人治下的托莱多城发起进攻，引起阿方索六世强烈不满，于次年受流放国外的处分。熙德被迫率领一部分亲友和追随者离开卡斯提爾，投奔萨拉戈萨的摩爾人优素福·穆塔曼·伊本·胡德（Yusuf al-Mu'taman ibn Hud）军中效力，并成为其麾下一員大將。熙德后来叛離了摩爾势力重新效忠卡斯提爾，由于他骁勇、慷慨大方、宽宏大量，伊比利半島各地许多的勇士慕名前来投奔，熙德的势力迅速壮大，并不断地与摩尔人作战，屡战屡胜。
1094年，熙德攻下了巴伦西亚及其周边地区，成为巴伦西亚地区实际上的统治者。1099年，熙德在瓦伦西亚被摩爾人圍城時因饑荒或瘟疫逝世，他的妻子西蒙娜携其遗体回到卡斯提爾。

## 熙德的相关作品
席德的故事在西方世界广為流传，中世紀時写成了史诗《熙德之歌》，近代則有电影《萬世英雄》等。

### 戏剧
法国戏剧家皮埃尔·高乃依在1636年，基于西班牙戏剧家貴連·迪·卡斯特罗(Guillén de Castro,1569-1631)的《熙德的青年时代》(Las Mocedades del Cid)写下悲喜剧《熙德》。
《熙德》1637年初上演，引起激烈争论并遭禁演。高乃依为此沉默了三年之久，1640年才动笔创作了《贺拉斯》（1660年）《西娜》（1641年）、《波利厄克特》（1643年）。这三部戏剧均取材于古罗马，与《熙德》一起成为高乃依的“古典主义四部曲”。

### 游戏
在微软推出的游戏《世紀帝国II：征服者入侵》中，席德死后，由他的妻子西蒙娜接替他，成为了瓦伦西亚的管理者。
- 名言

« A vaincre sans péril, on triomphe sans gloire » 
"没有历经危难的成功，是没有光荣的胜利"出自法国第一部古典主义名剧：高乃依的《熙德》。